# Cirrochroa ravana
Cirrochroa ravana är en fjärilsart som beskrevs av Moore 1857. Cirrochroa ravana ingår i släktet Cirrochroa och familjen praktfjärilar. Inga underarter finns listade i Catalogue of Life.